# Penckófer János
Penckófer János (Eperjesi) (Nagyszőlős, 1959.) író.

## Életrajza
(Eperjesi) Penckófer János 1959-ben született a kárpátaljai Nagyszőlősön. Ungváron szerzett diplomát, majd a Debreceni Egyetem Irodalomtudományi Intézetében szerzett PhD fokozatot Dr. Görömbei András professzor vezetésével. Doktori disszertációja Tettben a jellem. A magyar irodalom sajátos kezdeményei Kárpátalján a 20. század második felében címmel jelent meg a Magyar Napló kiadásában. Versei, prózai írásai, tanulmányai, kritikái az 1990-es évektől olvashatók például a Hitel, Magyar Napló, Bárka, Parnasszus, Pannon Tükör, Új Holnap, Korunk, Szabolcs Szatmári Szemle, Irodalmi Jelen hasábjain. Több pályázaton is sikerrel szerepelt. Az Erdély Magyar Irodalmáért Alapítvány kisregény-pályázatán kiemelten díjnyertes műve, a Hamuther 2000-ben a Pallas-Akadémia, majd 2002-ben a Magyar Napló kiadásában jelent meg. 1992-ben Kopogtatnak című hangjátékát a Magyar Rádió Rádiószínháza is bemutatta.

## Megjelent kötetei
- Mert (1993)
- Marad a part, a víz... (1997)
- Hamuther (2002)
- Tettben a jellem (2003)
- Boldogasszony-tenyere (2005)